# گری کاگلماخر
گری کاگلماخر (انگلیسی: Gary Kagelmacher؛ زادهٔ ۲۱ آوریل ۱۹۸۸) بازیکن فوتبال اهل اروگوئه است که در پست دفاع راست یا مدافع میانی برای باشگاه شیلیایی یونیورسیداد کاتولیکا بازی می‌کند.
وی همچنین در تیم‌های ملی فوتبال زیر ۱۷ سال اروگوئه و زیر ۲۰ سال اروگوئه بازی کرده‌است.